# Крейцфельдт, Ганс-Герхард
Ганс-Герхард Кре́йцфельдт (нем. Hans-Gerhard Creutzfeldt; 2 июня 1885, Гамбург — 30 декабря 1964, Мюнхен) — немецкий невропатолог, учёный, педагог, описавший болезнь, названную болезнь Крейцфельдта — Якоба.

## Биография
Родился в семье врача. Получил медицинское образование в Йенском, Ростокском и Кильском университетах. В 1909 году защитил степень доктора медицины в Кильском университете. Участвовал в длительных плаваниях на корабле стажируясь, как судовой врач. В 1912 году решил стать неврологом. Работал в больнице Санкт-Георг в Гамбурге, Институте неврологии во Франкфурте-на-Майне, в психоневрологических клиниках Бреслау, Киле и Берлине, в научно-исследовательском институте психиатрии в Мюнхене.
Под руководством Алоиса Альцгеймера в психиатрической клинике университета в Бреслау в 1913 году исследовал клинические и патологические изменения в мозге, неизвестной ранее болезни. Описание этой болезни, опубликовал в 1920 году впервые в медицинской литературе мира, раньше публикации невролога из Гамбурга Альфонса Якоба. Во время Первой мировой войны — врач военно-морского флота кайзеровской Германии. В 1920 году прошёл процедуру хабилитации в Киле и работал помощником главного врача в местной психиатрической больнице под руководством Эрнста Зиммерлинга. Работая в больнице, впервые описал два случая воспалительного заболевания мозга, названного впоследствии болезнь Крейцфельдта — Якоба. В 1924 году — старший помощник главного врача в клинике Шарите в Берлине под руководством Карла Бонхеффера и руководитель лаборатории анатомии мозга.

В 1925 году назначен адъюнкт-профессором. В 1938 году — руководитель Кильского института неврологии и психиатрии и, по-совместительству, врач местной психиатрической больницы.

### В годы нацизма
Крейцфельдт не был членом нацистской партии, однако он был кандидатом от национал-социалистической немецкой медицинской ассоциации и ассоциированных членов СС в качестве медицинского эксперта по вопросам наследственности, он участвовал в принятии решения о принудительной стерилизации психически неполноценных лиц. Во время нацистской «эвтаназии», 605 пациентов были переведены в клинику Киля. Часть из них были отправлены в концентрационные лагеря и, вероятно, уничтожены по программе Т-4. Известны попытки Крейцфельдта отказываться от работы в программе Т-4, однако в некоторых акциях он всё же участвовал.

### После войны
В течение шести месяцев был ректором Кильского университета.
Британские оккупационные власти не смогли собрать доказательств для привлечения Крейцфельдта к суду как военного преступника, однако он был вынужден уйти в отставку с руководящих должностей. После ухода на пенсию занимался в Мюнхене исследованиями по заказу общества Макса Планка.

## Семья
Жена — Клара, дочь социолога и экономиста Вернера Зомбарта. В браке родились две дочери и три сына.